# Shi Nai'an

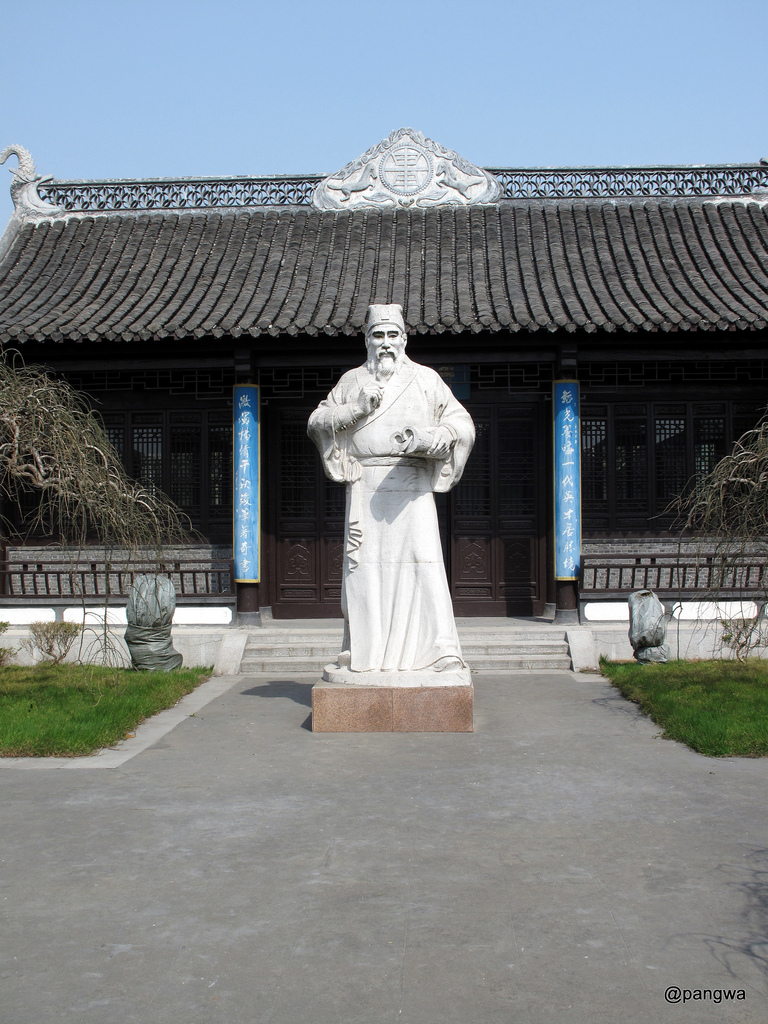
Estatua Shi Nai’an, escritor chino.

Shi Nai'an (施耐庵, 1296 ?-1370 ?) escritor chino, coautor de la novela Bandidos del pantano (水滸傅). Para algunos autores nunca existió y no fue más que un pseudónimo de Luo Guanzhong.

## Premio literario Shi Nai'an
En su honor, el Gobierno Popular de la ciudad de Xinghua, en la provincia de Jiangsu otorga el premio literario Shi Nai'an, de quien se decía era de Xinghua. El premio tiene como objetivo fomentar la profundidad y el desarrollo de las novelas escritas en chino, y promover el estado de las novelas chinas en el mundo. El premio se otorgó por primera vez en 2011 y se otorga cada dos años.